# وراین پاپین
وراین پاپین (انگلیسی: Veryan Pappin؛ زادهٔ ۱۹ مه ۱۹۵۸) بازیکن سابق هاکی روی چمن اهل بریتانیا است.
وی در مسابقات کشوری و بین‌المللی در مجموع برندهٔ ۱ مدال طلا، ۱ مدال برنز شده‌است.